# ケン・ペイジ
ケン・ペイジ（Ken Page, 1954年1月20日 - 2024年9月30日）は、アメリカ合衆国の俳優、声優である。

## 来歴
1954年、ミズーリ州セントルイスに生まれる。コーラス隊の団員としてキャリアをスタートさせ、『The Wiz』でブロードウェイデビュー。その後も舞台を中心に『オズの魔法使い』や『レ・ミゼラブル』、『アイーダ』など有名なミュージカル劇などへ出演してキャリアを築き、特徴的な声とその演技力も相まって高い評価を得た。出演した舞台『Ain't Misbehavin'』ではドラマ・デスク・アワードを受賞している。
特に彼のキャリアで知られることとなったのは1994年に製作されたストップモーション・アニメーションの長編ミュージカルアニメ映画『ナイトメア・ビフォア・クリスマス』への声の出演。同作はティム・バートン監督のアイディアが元で製作されており、ペイジは悪役ブギーの声を担当し、ダニー・エルフマンが作曲した曲も歌っている。また、ブロードウェイミュージカル『キャッツ』への出演でも知られており、ニューヨークとロンドン公演でオールドデュトロノミーを演じた。
2024年9月30日に死去。70歳没。

## 出演作品

### 映画
- トーチソング・トリロジー Torch Song Trilogy (1988)
- ポリー Polly (1989) ※テレビ映画
- ポリー/天使と仲間たち Polly: Comin' Home! (1990)
- メリー・クリスマスを君に The Kid Who Loved Christmas (1990) ※テレビ映画
- ハリウッド・トラブル I'll Do Anything (1994)
- キャッツ Cats (1998)
- The Devil and Daniel Webster (2003)
- ドリームガールズ Dreamgirls (2006)

### 声の出演
- 天国から来たわんちゃん All Dogs Go to Heaven (1989)
- ナイトメアー・ビフォア・クリスマス The Nightmare Before Christmas (1993)

### テレビドラマ
- Gimme a Break! (1984)
- Sable (1987 - 1988)
- Family Matters (1990)
- Capital News (1990)
- Teen Angel Returns (1990)
- Adventures in Wonderland (1993 - 1994)
- サウス・セントラル South Central (1994)
- Touched by an Angel (1995)
- Welcome to New York (2000)
- State of Mind (2007)

### ビデオゲーム
- キングダム ハーツ (2002)
- ナイトメアー ビフォア クリスマス ブギーの逆襲 The Nightmare Before Christmas: Oogie's Revenge (2004)
- キングダム ハーツII (2005)
- キングダム ハーツII ファイナル ミックス+ (2007)

### 舞台

#### ブロードウェイ
- 1975: ザ・ウィズ The Wiz ライオン役
- 1976: ガイズ&ドールズ Guys and Dolls ナイスリー・ナイスリー・ジョンソン役
- 1978: 浮気はやめた Ain't Misbehavin' ケン役
- 1982: キャッツ Cats オールド・デュトロノミー役
- 1988: 浮気はやめた Ain't Misbehavin' ケン役
- 1999: It Ain't Nothin' But the Blues パフォーマー役

#### オフ・ブロードウェイ
- 1981: Louis ジョー・キング・オリヴァー役
- 1995: Call Me Madam ギャラガー議員役
- 1995: Out of this World ジュピター役
- 1998: オズの魔法使い The Wizard of Oz 臆病なライオン役
- 2002: パジャマ・ゲーム The Pajama Game ハスラー役

#### リージョナル・シアター
- 2003: Dr. Seuss' How the Grinch Stole Christmas! The Musical オールド・マックス役
- 2004: ティファニーで朝食を Breakfast at Tiffany's ジョー・ベル役
- 2006: アイーダ Aida アモナスロ役
- 2014: キャッツ "Cats" オールド・デュトロノミー役

#### セントルイス・ミュニシパル・シアター
- 1994: 浮気はやめた "Ain't Misbehavin'" ケン役
- 1995: キャメロット "Camelot" ペリノア王役
- 1996: 眠れる森の美女 "Sleeping Beauty" ウェンデルの声役
- 1997: オズの魔法使い "The Wizard of Oz" ジーク/ライオン役
- 1998: ラジオシティ・ロケッツ・MUNY・スペクタキュラー "Radio City Rockettes MUNY Spectacular" アンサンブル役
- 1998: くたばれ!ヤンキース "Damn Yankees" as Mgr. Van Buren
- 1999: グリース "Grease" ティーン・エンジェル役
- 2001: マイ・フェア・レディ "My Fair Lady" ピッカリング大佐役
- 2002: ファンタスティックス "The Fantasticks" ベロニー役
- 2004: キャッツ "Cats" オールド・デュトロノミー役
- 2004: ティファニーで朝食を "Breakfast At Tiffany's" ジョー役
- 2005: ジーザス・クライスト・スーパースター "Jesus Christ Superstar" ヘロデ役
- 2005: 美女と野獣 "Beauty and the Beast" モーリス/ナレーター役
- 2006: オズの魔法使い "The Wizard of Oz" マーベル教授/魔法使い役
- 2006: オリバー! "Oliver!" バンブル役
- 2006: アイーダ "Aida" アモナスロ役
- 2007: レ・ミゼラブル "Les Miserables" テナルディエ役
- 2008: "My One and Only" as Rt. Rev. J.D. Montgomery
- 2008: "90 Years of Muny Magic" プリンシパル役
- 2010: キャッツ "Cats" オールド・デュトロノミー役
- 2010: 美女と野獣 "Beauty and the Beast" モーリス/ナレーター役
- 2011: リトル・マーメイド "The Little Mermaid" トリトン役
- 2011: リトル・ショップ・オブ・ホラーズ "Little Shop of Horrors" オードリー2世の声役
- 2012: ドリームガールズ "Dreamgirls" マーティ役
- 2012: アラジン "Aladdin" サルタン役
- 2013: ウエスト・サイド物語 "West Side Story" ドック役
- 2014: ターザン "Tarzan" ポーター役
- 2015:イントゥ・ザ・ウッズ  "Into The Woods" ナレーター役
- 2016: アイーダ "Aida" アモナスロ役

#### その他
- 1979: 浮気はやめた Ain't Misbehavin' パフォーマー4役 (全米ツアー)
- 1991: Children of Eden ファーザー/ゴッド役 (ウエスト・エンド)